# 문모초
문모초(Veronica peregrina)는 한국의 중부 이남의 논밭 근처와 냇가에서 나는 한두해살이풀로 높이는 5-20cm이다. 줄기에 털이 없고, 다소 다육질, 밑에서 가지가 갈라진다. 잎은 마주나며, 잎자루가 없고 피침형, 넓은 선형, 길이는 1.5-2cm, 폭 3-5mm, 가장자리에 톱니가 있거나 밋밋하다. 꽃은 흰색 바탕에 다소 붉은빛이 돌고, 잎겨드랑이에 1송이씩 달리며, 꽃자루는 짧다. 꽃받침의 길이 3.5-4.5mm, 갈래는 좁은 피침형, 끝이 둔하다. 화관은 지름 2-3mm. 열매는 삭과이며 납작한 원형으로 흔히 벌레집이 된다.